# 14012 Amedee
14012 Amedee eller 1993 XG är en asteroid i huvudbältet som upptäcktes den 6 december 1993 av den japanska astronomen Tsutomu Seki vid Geisei-observatoriet. Den är uppkallad efter den franska ön Amedee.
Asteroiden har en diameter på ungefär 11 kilometer.